# .公益
.公益（Punycode：.xn--55qw42g）是互联网的通用顶级域之一，属于非商业域名。该域名由中央编办下属事业单位政务和公益机构域名注册管理中心管理运作，为中华人民共和国境内的事业单位和社会组织等公益性质法人提供中文域名注册。

## 起因
2008年3月，中华人民共和国信息产业部根据《中国互联网络域名管理办法》发布《关于调整中国互联网络域名体系的公告》，在中华人民共和国的法定域名体系中增设“公益”专用中文域名，同时新增“.公益.cn”二级域名。
当时，信息产业部同时规定，鉴于这个域名的注册、申请与管理需要严格的审核与认证，为了实现网上名称与实体机构的对应统一，所以“.公益”顶级域名的运营交由政务和公益机构域名注册管理中心负责，专门管理。域名也于2008年10月8日开始接受注册申请。
2013年，“.公益”域名通过ICANN评估，正式列入根服务器。新华社认为，这是中国乃至国际互联网发展史上一个具有里程碑意义的历史性事件，是中华人民共和国积极参与全球互联网治理、争夺互联网主导权的重要进步。

## 别名
该域名也实际对应一个.cn域名的二级域名别名“.公益.cn”（Punycode：.xn--55qw42g.cn）以及.中国域名的别名「.公益.中国」、「.公益.中國」（未启用），并在该域名被ICANN正式批准之前已经开始运作。

## 注册量
2013年底，“.政务”、“.公益”域名注册量共计达到70万。其中，中华人民共和国60%的事业单位和社会组织注册了“.公益”域名。